# Полтавський міський парк
Полта́вський міськи́й парк — дендропарк, парк-пам'ятка садово-паркового мистецтва загальнодержавного значення в Україні. Розташований у північній частині міста Полтави.

## Історія створення

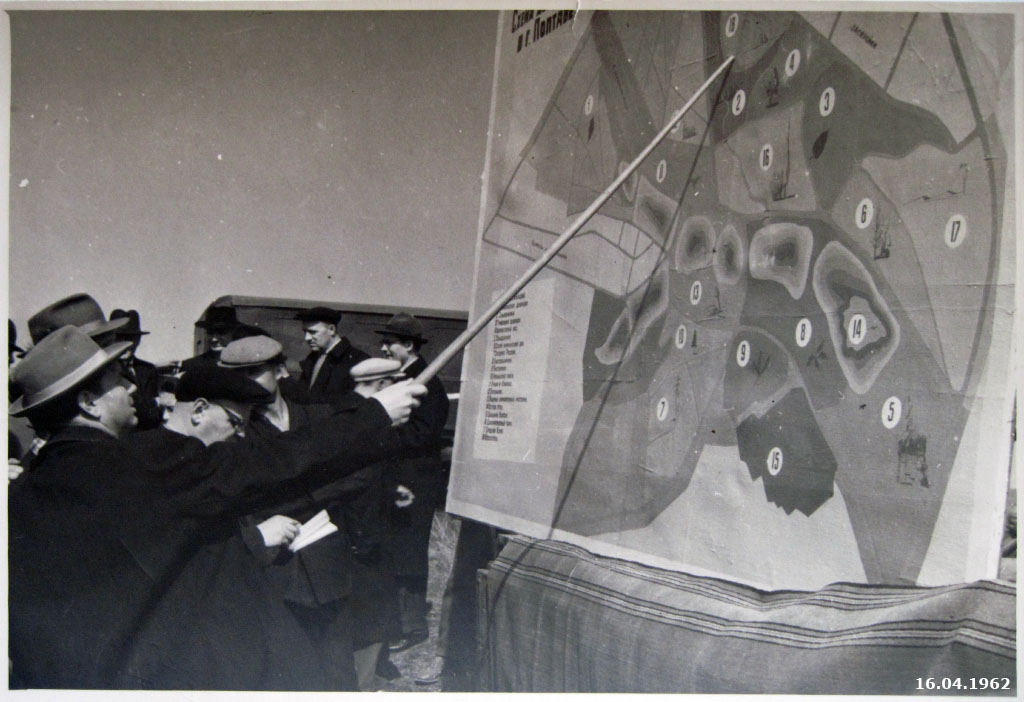
Головний архітектор Лев Вайнгорт перед схемою майбутнього парку (16 квітня 1962)

За часів Полтавської баталії ця територія була густою незайманою дібровою. Яківчанський ліс переходив у діброву на Монастирській горі. Під час Другої світової війни зелений масив був вирубаний націонал-соціалістами. Розбудова парку почалася у квітні 1962 р. Рішенням Ради Міністрів України від 4 березня 1962 року «Про закладку 9 показових парків у обласних центрах України» було передбачено створення в Полтаві дендропарку. 
А вже 13—14 квітня було закладено парк площею 17 га. У березні 1963 року його було включено до списку ботанічних садів і дендропарків України. Ініціаторами проєкту були головний архітектор міста Лев Вайнгорт та дендролог Я. Яценко, яка віддала парку 40 років свого життя. 
Схематичний план зон «Лісостепу» та «Української діброви» розробив тодішній головний архітектор міста Лев Семенович Вайнгорт та ландшафтний архітектор В. В. Жихерєв. Проєкт посадок на решті території виконала дендролог Я. Я. Яценко за порадами заввідділу дендрології Ботанічного саду АН УРСР професора Л. І. Рубцова. 
Дендропарки України «Тростянець», «Софіївка», «Олександрія» надсилали посадковий матеріал, на базі якого і було створено колекцію порід дерев та кущів — понад 200 видів. 
З 1977 року згідно з постановою Держкомприроди УРСР його оголошують заповідним зі статусом парку-пам'ятки садово-паркового мистецтва республіканського значення. У 1987 році відбувся Всесоюзний конкурс парків, де Полтавський міський парк (дендропарк) посів друге місце після Ізмайлівського парку міста Москви. У 1990 році парк отримує статус парку-пам'ятки садово-паркового мистецтва загальнодержавного значення.

## Сучасний стан
З середини 1990-х років парк залишався без нагляду і перебував у занедбаному стані. Колекційну ділянку було розграбовано, парк заростав самосівом, машинами завозили будівельне та побутове сміття, перетворюючи дивовижні пейзажі на стихійні сміттєзвалища. 
Серед причин збіднення дендрофлори парку слід назвати такі: несприятливі кліматичні умови, особливості біології певних видів та, головна, — надмірне рекреаційне навантаження на парк. Історично склалося так, що для Полтави міський парк є найбільшою і найдоступнішою зоною відпочинку, де навесні та влітку щодня бувають сотні відпочиваючих. Суттєвих збитків заповідному об'єкту завдають самовільні рубки, випас худоби, несанкціоновані вогнища, неконтрольована заготівля лікарських рослин і сінокосіння. Полтавський міський парк як цінна наукова, історико-культурна та естетична пам'ятка потребує постійного догляду, розчищення колекційної ділянки й окремих частин території, реконструкції ставків, а також пропаганди і популяризації як природоохоронного об'єкта Полтавщини. 
З 2008 року в Полтавській гімназії № 9 розпочали проєкт «Відродження», що має на меті відродження парку-пам'ятки садово-паркового мистецтва «Полтавський міський парк» загальнодержавного значення. Керівником проєкту є вчителька англійської мови Ольга Андріївна Откидач. За участі учнів гімназії та інших небайдужих людей розпочалася кампанія за збереження для Полтави її окраси. 
В січні 2011 року при міськвиконкомі створено робочу групу з відродження Полтавського міського парку, куди увійшли науковці, депутати, фахівці різних структур, представники громадськості. Очолила групу секретарка міської ради Оксана Антонівна Деркач. У бюджеті міста на впорядкування території парку в 2011 році було закладено 200 тис. гривень. В комунальному підприємстві «Декоративні культури» працює штатний технік з координації робіт у парку, який за допомогою людей з центру зайнятості підтримує порядок. До регулярних акцій з розчищення парку від самосіву та сухостою, а також з прибирання території долучалися волонтери, представники політичних партій, комерційних організацій. Членами Полтавської обласної організації Спілки рекламістів України були виготовлені різьблені межові стовпи для документального оформлення меж парку в натурі. 
У 2012 році в структурі міського комунального підприємства «Декоративні культури» створено відділ «Міський парк дендропарк», начальником якого призначений Михайло Львович Шлафер. Створена громадська неприбуткова організація рибалок Полтавського дендропарку, силами якої був врятований від обміління ставок № 4. Затверджено проєкт реконструкції Полтавського міського парку. На в'їзді з боку вулиці Яківчанської збудована вхідна зона (кам'яний паркан). 
На 2013 рік було заплановано різноманітні види робіт з реконструкції парку загальною сумою до 2 млн гривень.

## Опис парку

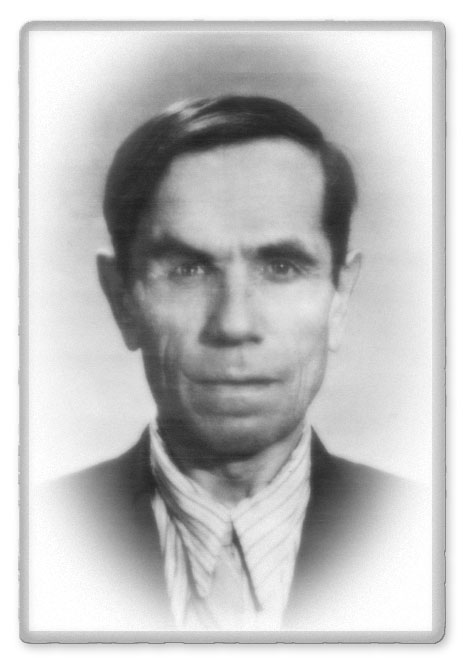
Перший садівник Полтавського дендропарку Сало Іван Минович

Особливість парку — його рельєф: багато видових майданчиків, з яких відкриваються цікаві перспективи, світлі галявини. Основною магістраллю є стежка, що починається від входу з боку вул. Яківчанської, проходить по західній балці, через долину на схід і закінчується при вході зі сторони вулиці Лугової. Усі видові майданчики, каскад ставків, система галявин, групи декоративних рослин концентруються на цій лінії. При розбудові парку враховувалася вже існуюча мережа стежок, що дало свої позитивні наслідки. Дороги грейдувалися, але потім їм давали можливість заростати, що створювало природний вигляд. 
Парк багатий джерелами, по усіх балках течуть річечки. Розкішний килим різнотрав'я в поєднанні з водою, заростями очерету, деревами різної форми і кольору, створюють незабутній ефект. 
По дну західної балки проходить головна стежка вздовж верхнього ставка, а за його греблею відкривається краєвид на копанку і другий ставок. Стежка проходить через широкі, відкриті луки. 
Ставок і копанка обсаджені вербою плакучою. Біля греблі другого ставка стоїть двоповерховий дерев'яний будиночок — колишня дача першого російського нейрохірурга Миколи Скліфосовського. У його маєтку був промисловий сад, виноградник, плантація тутових дерев, пасіка, хмільник. По косогорах і ярах проводилися насадження дуба, клена, берези, сосни, ялини, акації, шовковиці. За виняткову красу цей мальовничий куточок називали «Полтавською Швейцарією». 
На схід до четвертого ставка спускається галявина постійного цвітіння — царство кольорів і духмяних пахощів. Біля неї — великий став. На пологому протилежному березі розкинувся густий ялинник. Яскравою плямою виділяється група модрин: навесні — ніжно-зелені, восени — яскраво-жовті. 
На північ починається бузковий гай. Цей куточок тихий, затишний. У центрі — щільна група горіхів. 
Один з декоративних майданчиків розташований високо над ставками. З нього відкривається вид на весь каскад ставків і на Хрестовоздвиженський монастир. Зі сходу галявина відокремлюється щільною стіною туї, на тлі якої виділяються блакитні ялини, сосни Веймутова. 
Північна балка має невеликі схили. Південна балка межує з парком сільськогосподарської дослідної станції. По її дну протікає річечка. 
Далі — царство беріз. Біле мереживо кори, свіжий прохолодний подих — це Російський ліс. 
У дендропарку є дерева, вирощені з одного живця «верби Тараса», отриманого в Київському ботанічному саду Академії наук. Цю цікаву історію розповіла Яніна Яківна Яценко. Перебуваючи на засланні в Мангишлацькому степу, Т. Шевченко сам збудував собі справжню українську хату, викопав криницю. В Оренбурзі на ринку він знайшов вербовий кілок, який привіз і посадив біля криниці у своєму дворі. 
«Тепер у мене є українська верба», — пише Шевченко в листі до своїх друзів. 
Вид цієї верби, раніше невідомий ботанікам, нині названий Salix Taras (Верба Тараса). Співробітник Київського ботанічного саду, професор Сергій Іванович Івченко, в 1964 році, побувавши в Мангишлаці на святкуванні 150-річниці з дня народження Т. Г. Шевченка, побачив вербу, яка збереглася з Тарасових часів. Посланцю з України дозволили зрізати невелику гілочку. Та треба було так статися, що невдовзі на кафедру до С. І. Івченка приїздить Яніна Яківна. Дізнавшись про походження гілочки, вона попросила невеликий живець з чотирма бруньками, обережно обгорнула реліквію мокрою тканиною і привезла до Полтави. 
Сьогодні, пишаючись краєвидами заповідного об'єкту, варто згадати імена тих людей, які його створювали і доглядали: Вайнгорт Лев Семенович, Яніна Яценко, Сало Іван Минович, Негруб Яків Григорович, Федоряка Сергій Самійлович, Варв'янська Ксенія Антонівна, Карпенко Михайло Олександрович.

## Зонування парку
Територія парку поділена на окремі ділянки:

##### I. Українська діброва
Українська діброва площею 11 га. розташована на рівному плато — це перша ділянка праворуч, якщо в'їжджати в парк по вулиці Яківчанській з боку Зіньківського залізничного переїзду, і починається після приватних гаражів. Закладена діброва навесні 1962 року. Являє собою урочище, заросле типовими для зони Полтавщини породами дерев: дуб, клен, берест (в'яз), ясен, дикі яблуні та груші, лох, абрикоси (самосів), вишня магалебка.

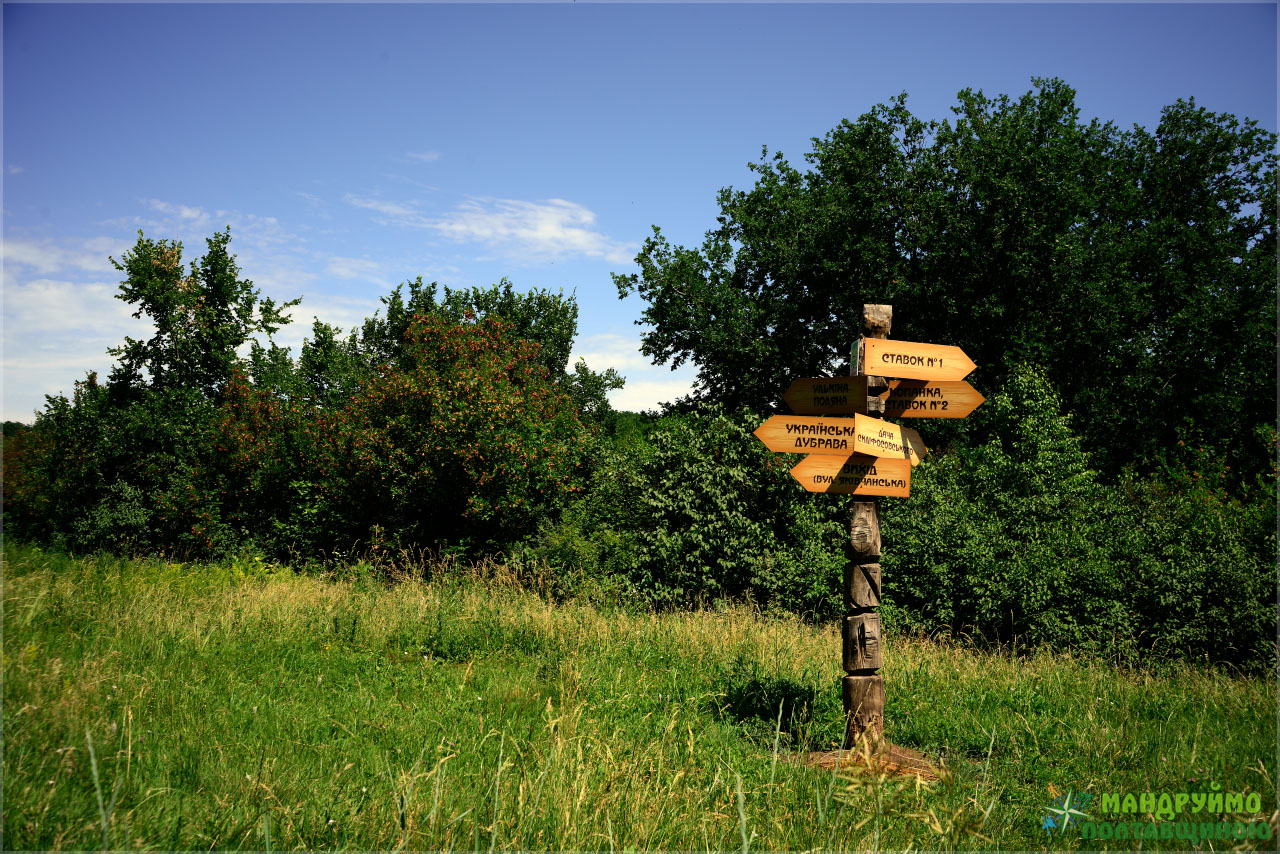
Вказівник у парку

##### II. Бузковий гай

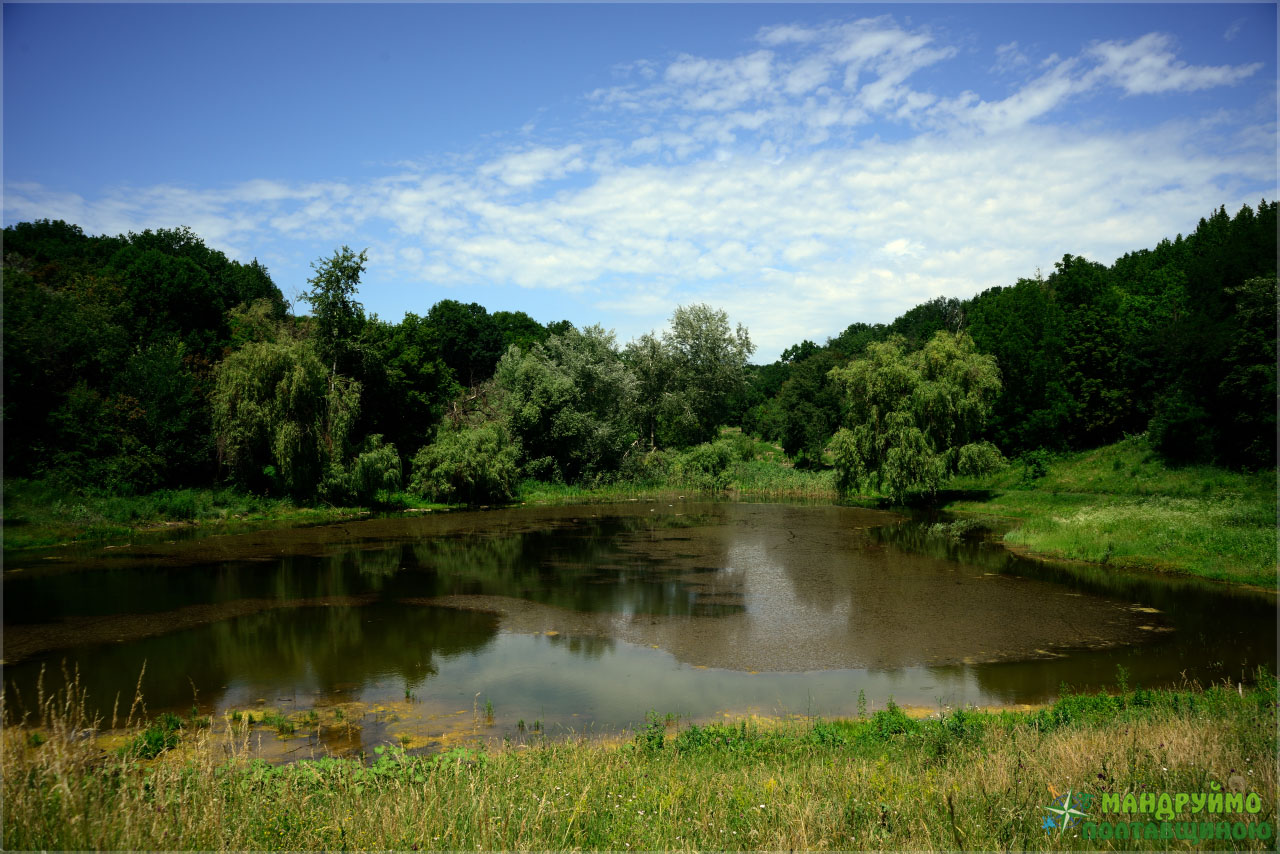
Копанка

Це західна балка з дуже крутими схилами відразу за «Українською дібровою». Тут в 1963 році висаджено 2000 кущів бузку 10 сортів німецької селекції. На дні балки влаштований ставок № 1. По дну балки тече струмок і є три ключі, які необхідно прочистити. На греблі ставка посаджені верби плакучі, деякі з них засохли. На схилі між бузком (уздовж Шведського лісу) і греблею ставка № 1 ростуть ведмежі горіхи, акації, спіреї.

##### III. Долина між ставками 1 і 2
Ця ділянка однією стороною межує з житловою забудовою та струмочком, який, на жаль, є звалищем сміття. Струмочок, який тече від сухого укосу ставка № 1 впадає в дуже засмічену копанку (вона впадає у ставок № 2). Ще один струмок, який тече по межі парку, теж впадає у ставок № 2. Цей струмок і копанка обсаджені тополями та вербами. Дно балки являє собою велику галявину, на якій куртинами висаджені бузок, дейція, спірея, сніжна ягода красноплідна, клен сріблястий, горобина звичайна, тополя біла, тополя пірамідальна. Під видовою точкою № 4, внизу греблі, ростуть мох сріблястий і сосна звичайна. Крутий схил цієї ділянки межує вгорі з колекційним ділянкою. По верху схилу висаджені горіх волоський, сумах оцтовий, сосна звичайна. Внизу схилу ростуть ялина звичайна, спірея, кизил, форзиція, птелея, скумпія, каркас західний.

##### IV. Шведський ліс
Ділянка Шведський (Яківчанський) ліс або Тамарин гай. Ця ділянка площею 22 га. є історичною цінністю. У 1909 році, коли святкували 200-річчя Полтавської битви, цю частину лісу перетворили в парк з центральним майданчиком і 8 радикально-розбіжними алеями. Ці просіки збереглися досі і підтримуються у первісному стані. 
Завдяки щасливому випадку ця частина лісу збереглася у війну 1941—1945 рр. Ліс складається переважно з дуба, липи, осокорів, ясенів, ліщини, терну, шипшини, бруслини.

##### V. Лісостеп
Зона лісостепу займає територію площею 5 га. Розташована в північній частині парку на межі з селищем Яківці. Посадка насаджень була проведена в 1962 році. За попереднім планом вся територія парку повинна була бути розбита на географічні зони СРСР. Тому з'явилася зона Лісостепу. Ця ділянка, вхід у парк з боку селища Яківці, перебуває в хорошому стані. Невелика територія, засаджена кленом татарським і гостролистий, вимагає ґрунтовного проріджування.

##### VI. Північна балка
Північна балка — це вузький, дуже глибокий зі стрімкими схилами яр. Засаджений був до 1962 року коренепаростковими деревами та чагарниками. Проєктувався ставок: дзеркало ставка 0,25 га, а висота греблі 20 м. Але від цього проєкту відмовилися, тому що це було б небезпечно для відпочивальників. По низу балки протікає струмок, що впадає у ставок № 4. Біля входу в яр висаджені сосни, горобини. Також зростає єдиний екземпляр ясена однолистого.

##### VII. Колекційна ділянка
Колекційна ділянка, або арборетум, займає територію площею 2 га. і розташований при виході зі Шведського лісу між колективними садами і схилом ділянки № 111.
За період з 1962 до 1989 року тут було зібрано до 400 форм і видів деревно-чагарникових порід. За час з 1990 до 2009 року в колекційних ділянках залишилося бл. 80 порід і видів. Як арборетум ця ділянка втратила значення, але як ділянка парку є однією з найкращих. 
Потрібно відновити алею, вздовж якої було висаджено 70 колоноподібних туй. Алея була дуже декоративна, красива. Але з часом туї були по-варварськи зламані (для оформлення букетів торговцями квітами).

##### VIII. Центр парку зі ставками 3 і 4

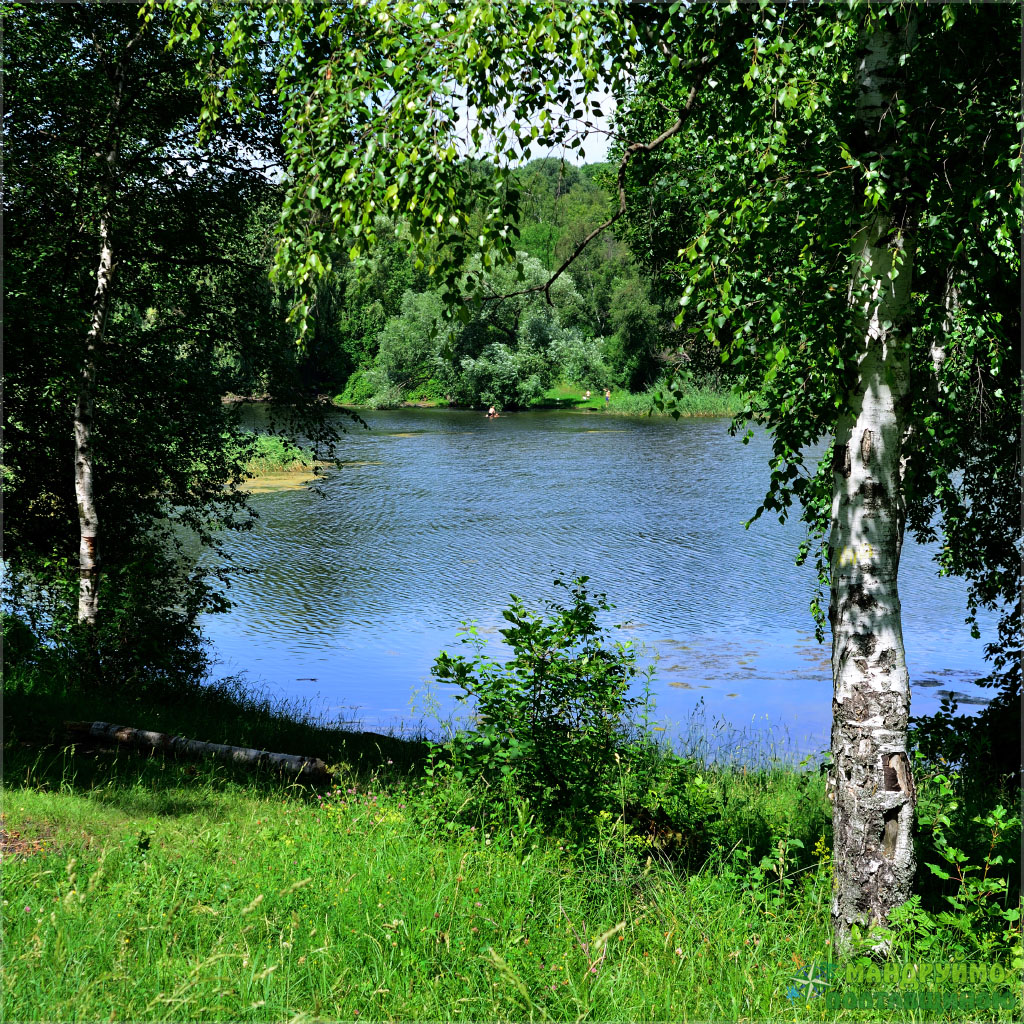
Вид на ставок

##### IX. Від Дослідної станції з боку вул. Шведської до кінця ставка 4
З південної сторони межує з Дослідною станцією, з західної сторони — з житловою забудовою по вулиці Бакинських комісарів. Зі сходу межа ділянки доходить до греблі ставка № 4, з північної сторони межує зі ставком № 3 та ділянкою VIII. Біля входу з вулиці Шведської росте тополя Тронка, що вимагає санітарної обрізки. На схилі від Дослідної станції до «Ліска» зростають клени гостролисті, клени татарські, що вимагають санітарної прочистки. По низу схилу — «Російський ліс» — це березовий гай. 
Ділянка «Лісок» межує з полями Дослідної станції. Це частина лісу, який існував на всій території парку до 1942 року. Дерева були вирубані, але збережені від корчування. Тому вік дубів, що ростуть тут, рахується з 1942 року. З часом в «Ліску» з'явилися клени, ясени та липи, які виросли самосівом. На цій ділянці головна порода — дуб. Північний схил від «Ліска» схильний до сильних зсувів. У 1970 році обвал зсунув вниз на 15 метрів ґрунт разом з молодими деревами.

##### X. Східна долина
Східна долина займає найбільшу територію — близько 40 га. від греблі ставка № 4 до входу з вулиці Лугової. Складається з трьох частин: південний схил — нижче селища Яківці, північний схил — нижче Дослідної станції, Підошва — нижня частина долини від четвертої греблі до вулиці Лугової. 
Складається з трьох ділянок:

1. Південний схил — біля межі з Яківцями. 
Схил нижче селища Яківці — найпроблемніший у парку. Почали його засаджувати в кінці 60-х років. Схил перетинають три тераси завширшки по 2—3 метри, закладені Дослідною станцією після війни. 
По крутій частині схилу висаджені клени, ясени, граби, тополі. Дерева збереглися в доброму стані і вимагають тільки санітарної рубки. Цей схил був підданий дуже сильному обвалу. До цього зі схилу текли три струмка. Нижня лінія була ідеально вирівняна. Але після зсуву рельєф зовсім змінився: ближче до березового гайочку з'явилися горби і провали. На жаль, зникли струмки і на поверхню вийшли солоні води. Тому проєкт довелося змінити. Дубу залишилося дуже мало, але залишилися частина ялин, сосна Бенкса, сосна звичайна, глоди, тополі Симона, горобини, обліпиха, багато різних жимолостей. Тому все, що росте на засоленому схилі, необхідно зберегти, адже засадити його знову майже неможливо. 
У західній частині південного схилу від видової точки № 8 до засоленої зони прокладена алея. Ця ділянка засаджена дубом, сосною звичайною, березою, вербою. Починаючи від березового гайка по низу схилу ростуть берези, сосни Бенкса, ялинки звичайні, обліпиха. 
2. Північний схил — біля межі з Дослідною станцією.

Північний схил Східної долини набагато нижчий від південного. По ньому прокладені дві тераси, а по межі з Дослідною станцією проходить полезахисна лісосмуга, тобто утворена ще одна дуже мальовнича дорога. Але через те, що в лісосмузі зростає ясен, частина північного схилу засмічена самосівом, який необхідно вирубати. 
Межа з сухим укосом четвертої греблі, куди виходить труба водовипуску, частково заболочена. Від північної частини греблі росте мох сріблястий, вище, за дорогою, — сумах оцтовий, обліпиха. Ці рослини дуже мальовничі восени, коли листя і плоди сумаху набувають оранжево-бордових відтінків. Ближче до вулиці Лугової по терасах посаджений горіх волоський. 
3. Підошва — розташована між схилами і примикає до вулиці Лугової.

Ця частина парку мала бути парадною, бо з вулиці Лугової проєктується вхід у парк. Тому посередині прокладена алея. Біля входу висаджені 8 видів тополь: Симона, Тронка, біла, лавролиста, тополя бальзамічна, тополя канадська, а також верба Тараса, дуб пірамідальний, верба плакуча, верба куляста, глоди, абрикос маньчжурський, абрикос звичайний, обліпиха. Це — наймолодша частина парку, закладена в 1983 році.

## Видові точки

##### Видова точка №1
Вид з вулиці Яківчанскої біля Шведського лісу (зупинка «Дендропарк»). Видова точка розташована біля основи яру. З цього місця відкривається вид на ставок № 1 та першу греблю. Навесні чудово видно квітучий бузок. У той же час з першої греблі видно тополю білу, що росте в місці видового майданчика № 1.

##### Видова точка №2
З галявини «Шведського лісу» (за червоним дубом) відкривається вид на ставок № 1, на галявину «Української діброви» та на квітучий навесні бузок.

##### Видова точка №3
З галявини «Української діброви» добре видно «Шведський ліс» і бузок.

##### Видова точка №4
Це найвища точка в масиві. Тому з неї видно видову точку № 9, що розташована у «Східній долині». Відстань між цими видовими точками становить понад 3,5 км. З цих майданчиків видно ставки № 3 і № 4, дача Скліфосовського та відкривається вид на «Українську діброву». З видової точки № 4 відкривається вид на ставки № 2 і № 3, на галявину ділянки № 111.

##### Видова точка №5
Розташована в кінці арборетума, поблизу розгалуження доріг, що проходять вздовж колективних садів. З неї видно ставок № 4. Цей майданчик розташований над галявиною безперервного цвітіння.

##### Видові точки №6 і №7
Розташовані на південному розі ставка № 4. З цих точок відкривається чудовий вид на водну гладь ставка № 4 і на північний берег цього ставка.

##### Видова точка №8
Один з найефектніших видових майданчиків. Розташований на піднесенні, над північним берегом ставка № 4. Звідси відкривається вид на ставок № 4 і «Лісок». А найголовніша перевага цієї точки полягає в тому, що чудово видно Хрестовоздвиженський монастир — одне з найвизначніших місць Полтави.

##### Видова точка №9
Майданчик розташований у північно-східній частині Південного схилу «Східної долини». Віднайти її можна за величезним кущем глоду (він єдиний залишився після війни). Це глід чорний, єдиний у парку. В результаті зсуву неподалік куща утворилась яма, завжди наповнена водою. За цим кущем ростуть куртини берези, верби, липи. Це основні орієнтири, за якими можна визначити розташування точки № 9 у парку. З цього майданчика також має проглядатися видова точка № 4. З цього місця відкриється чудовий вид на половину парка.

## Галерея

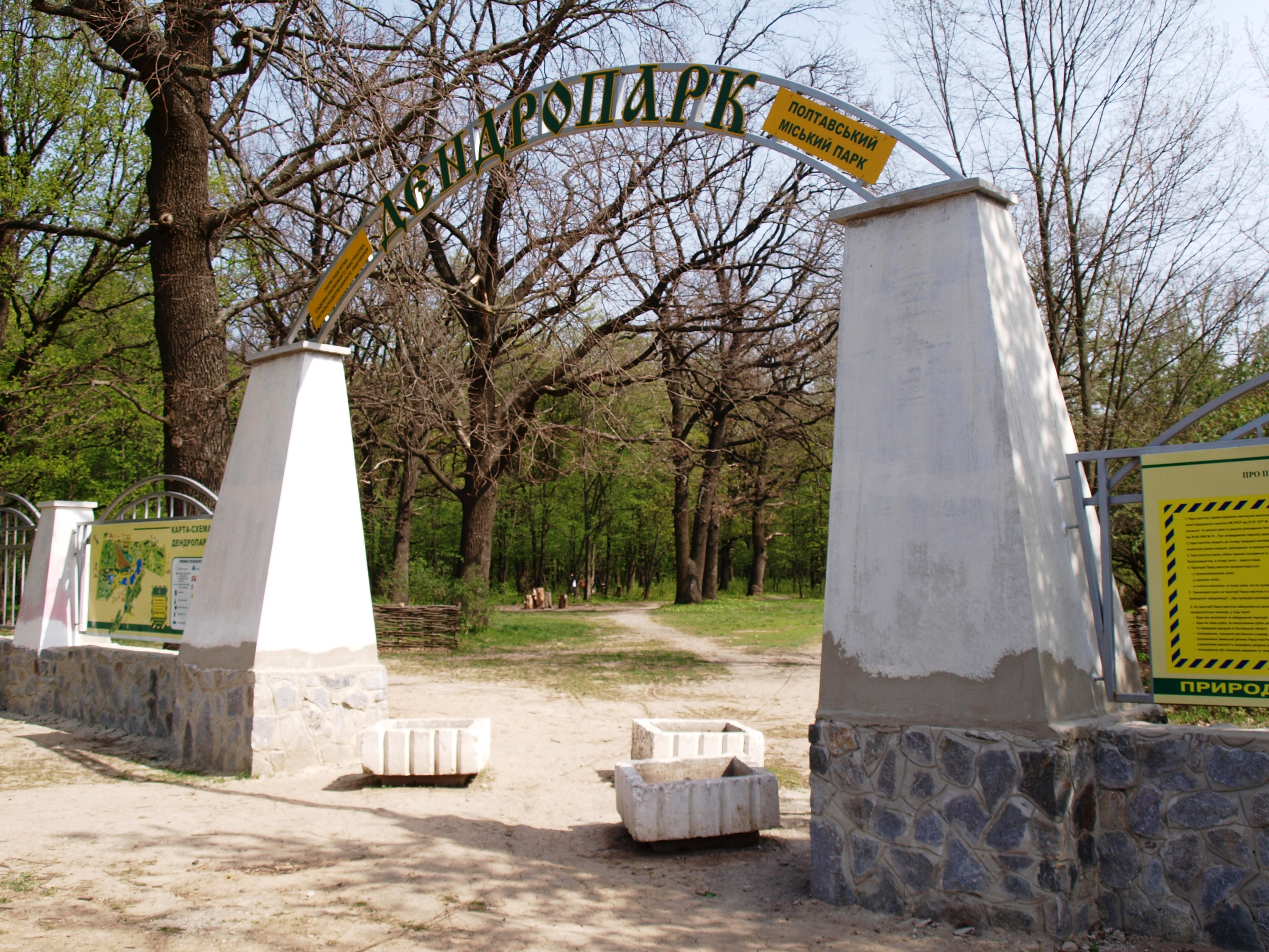
Вхід у дендропарк
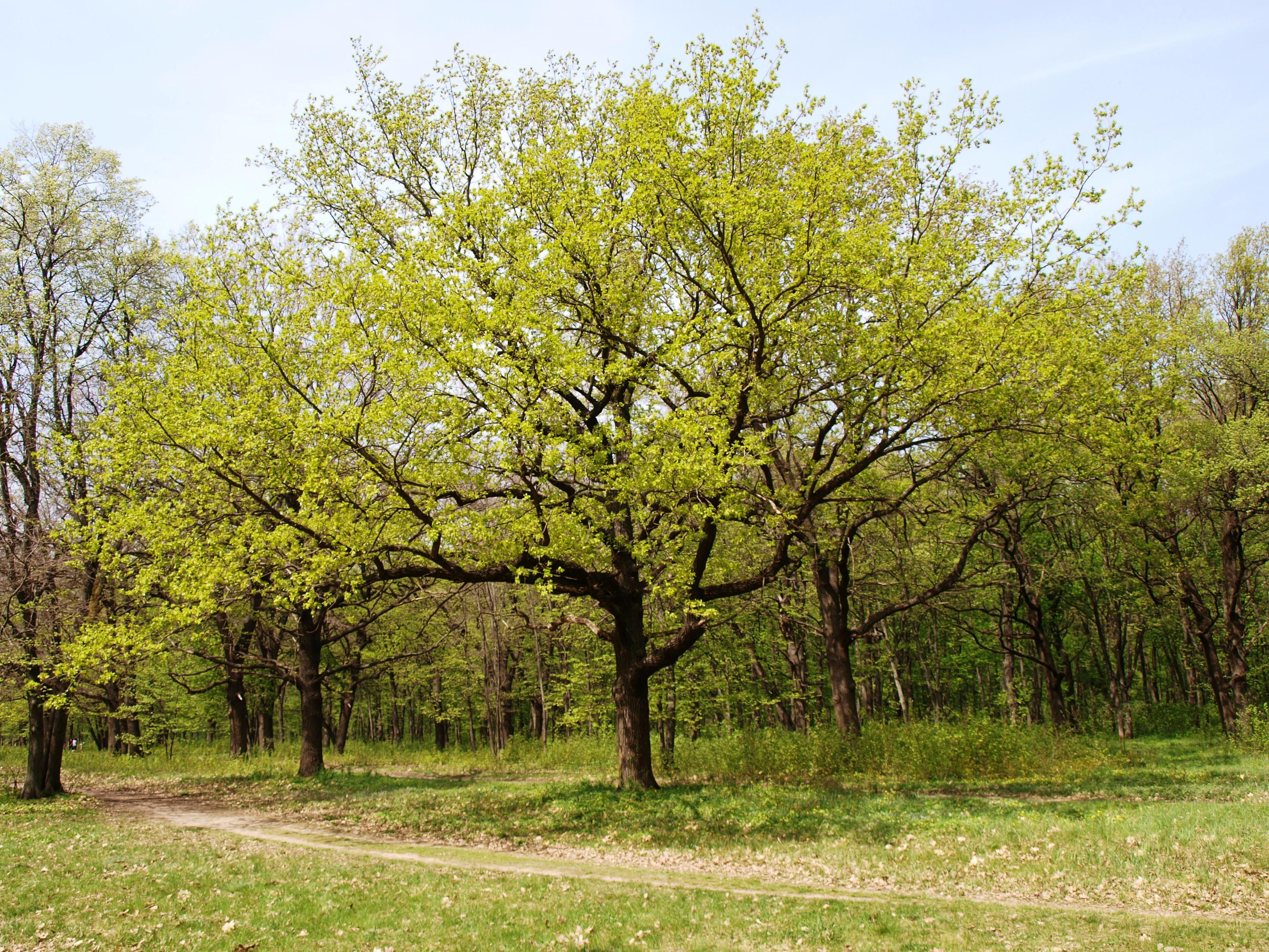
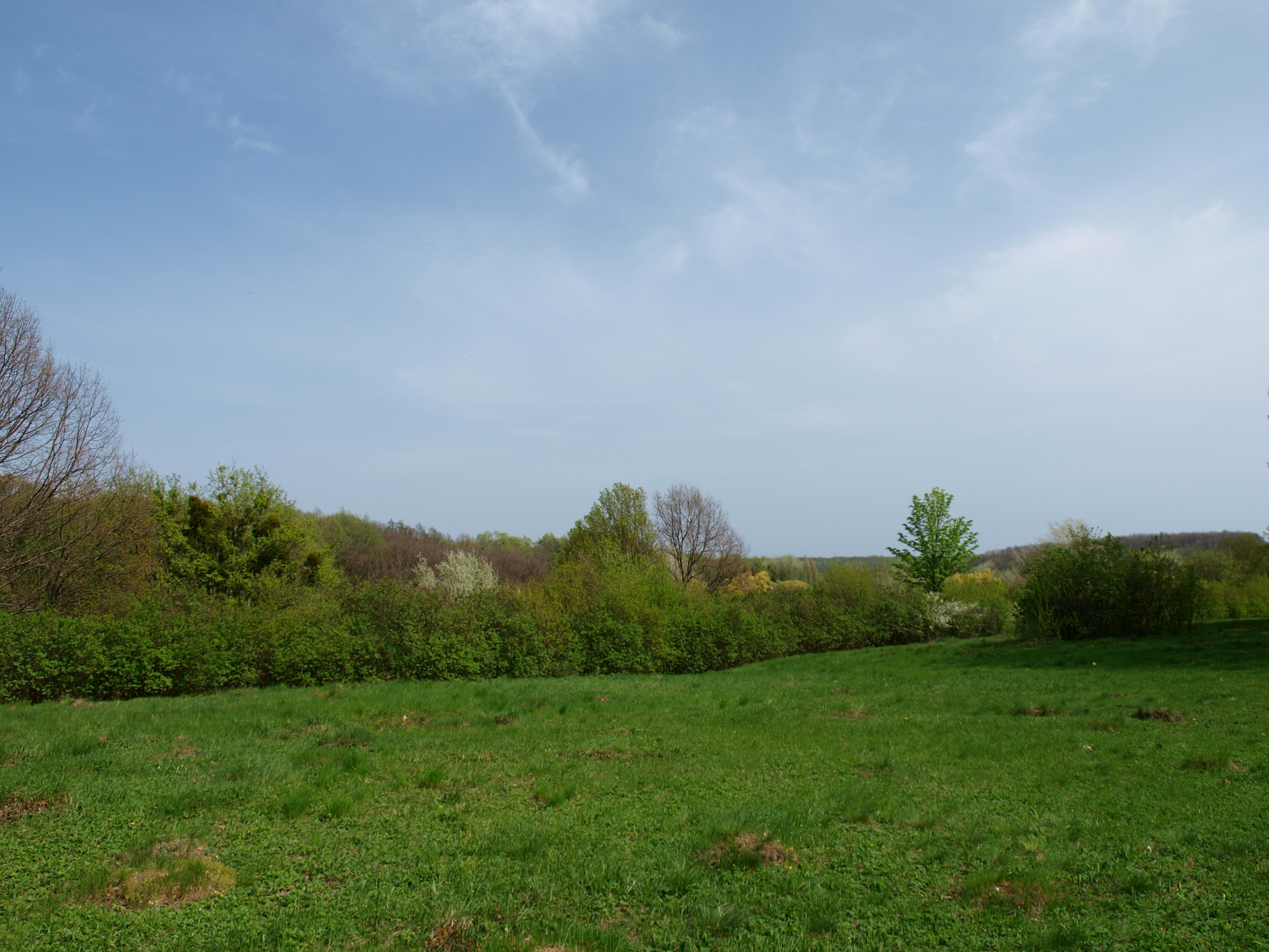
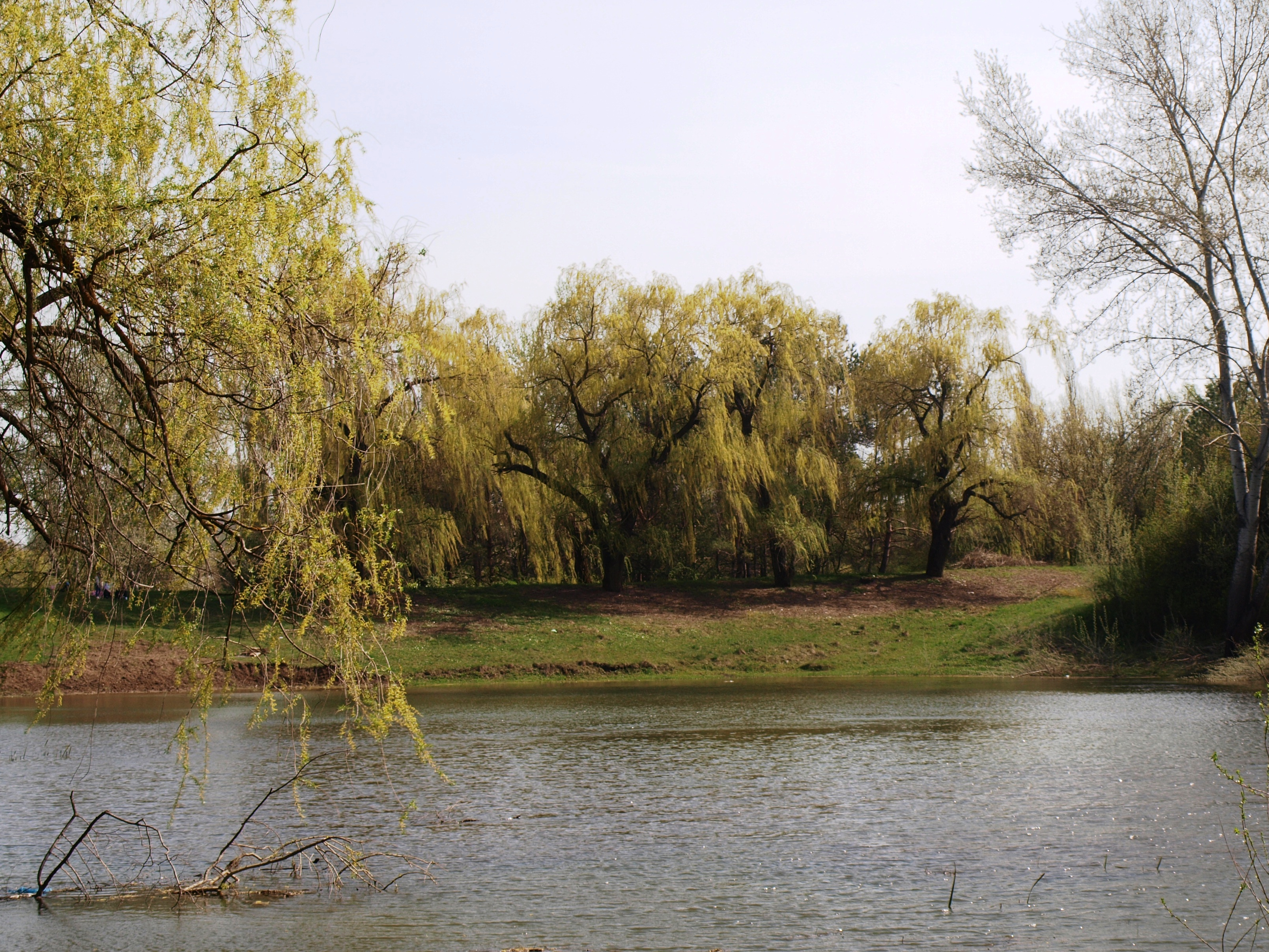
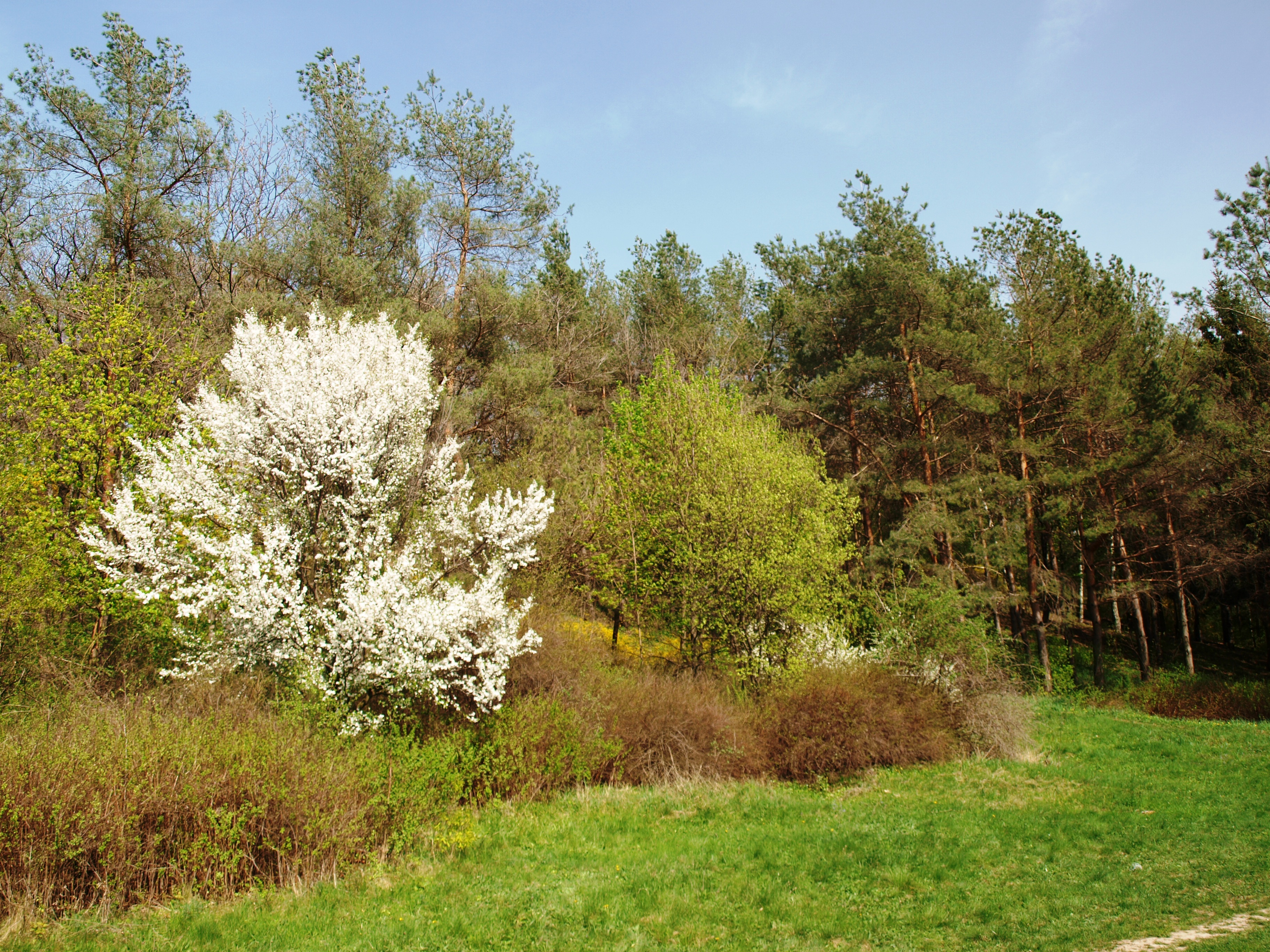
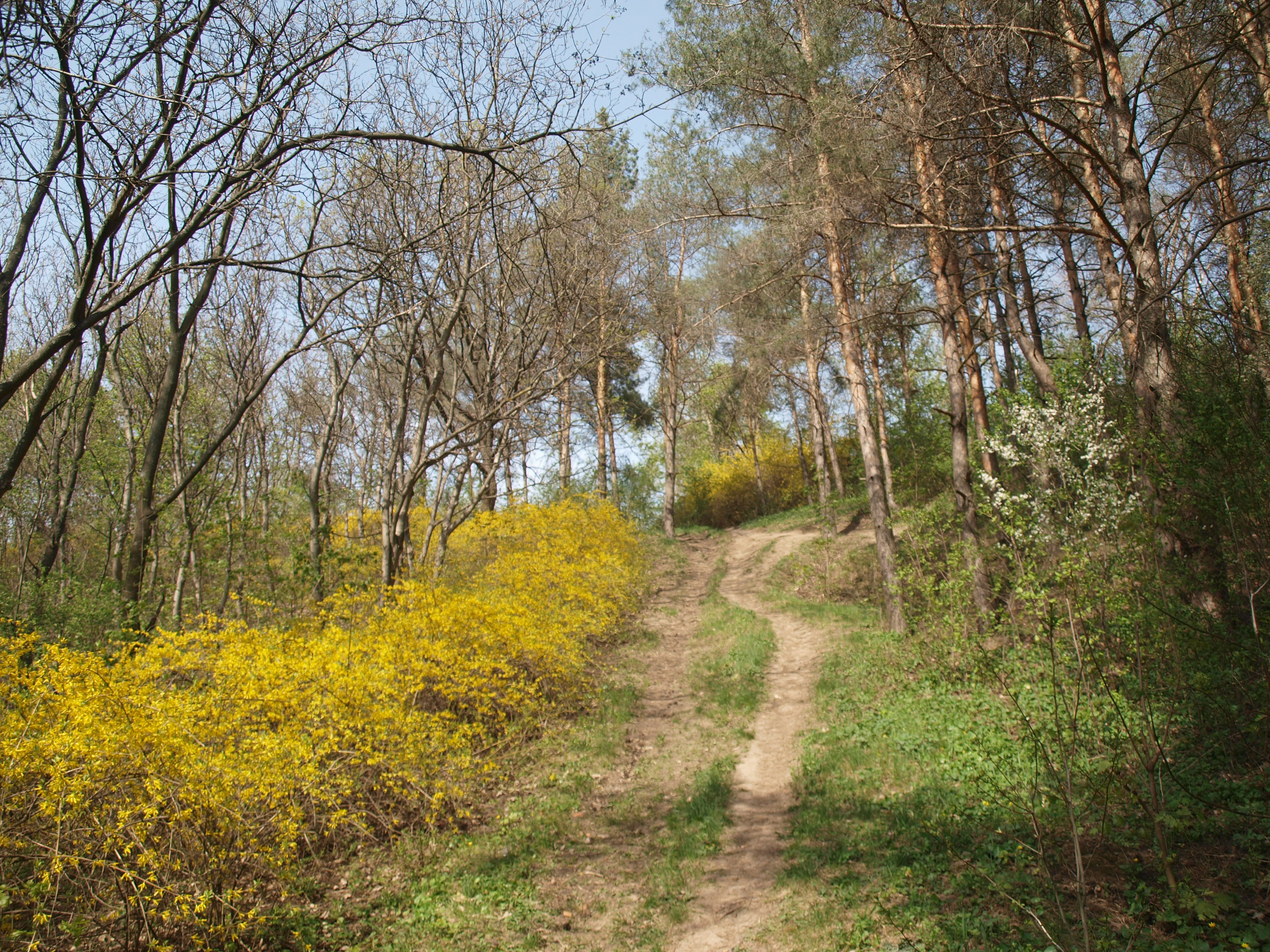
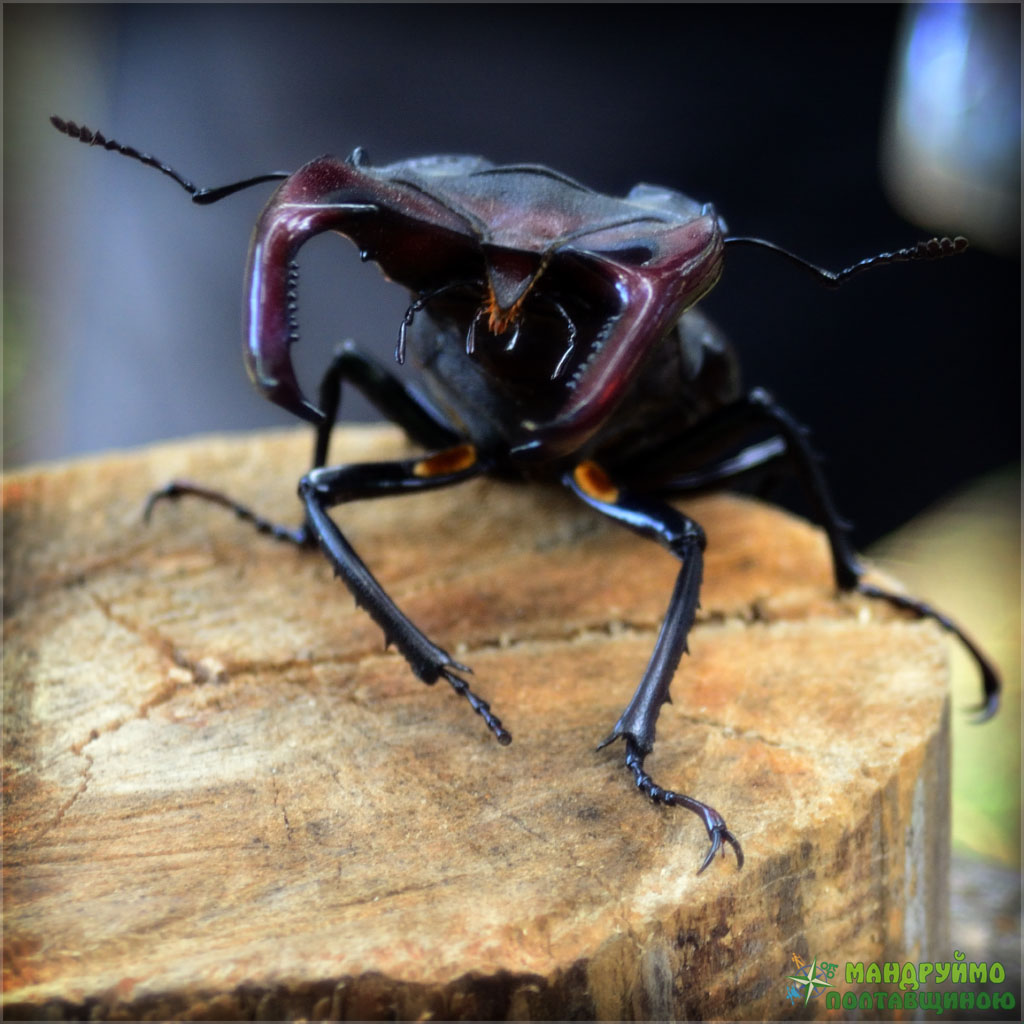
Жук-олень
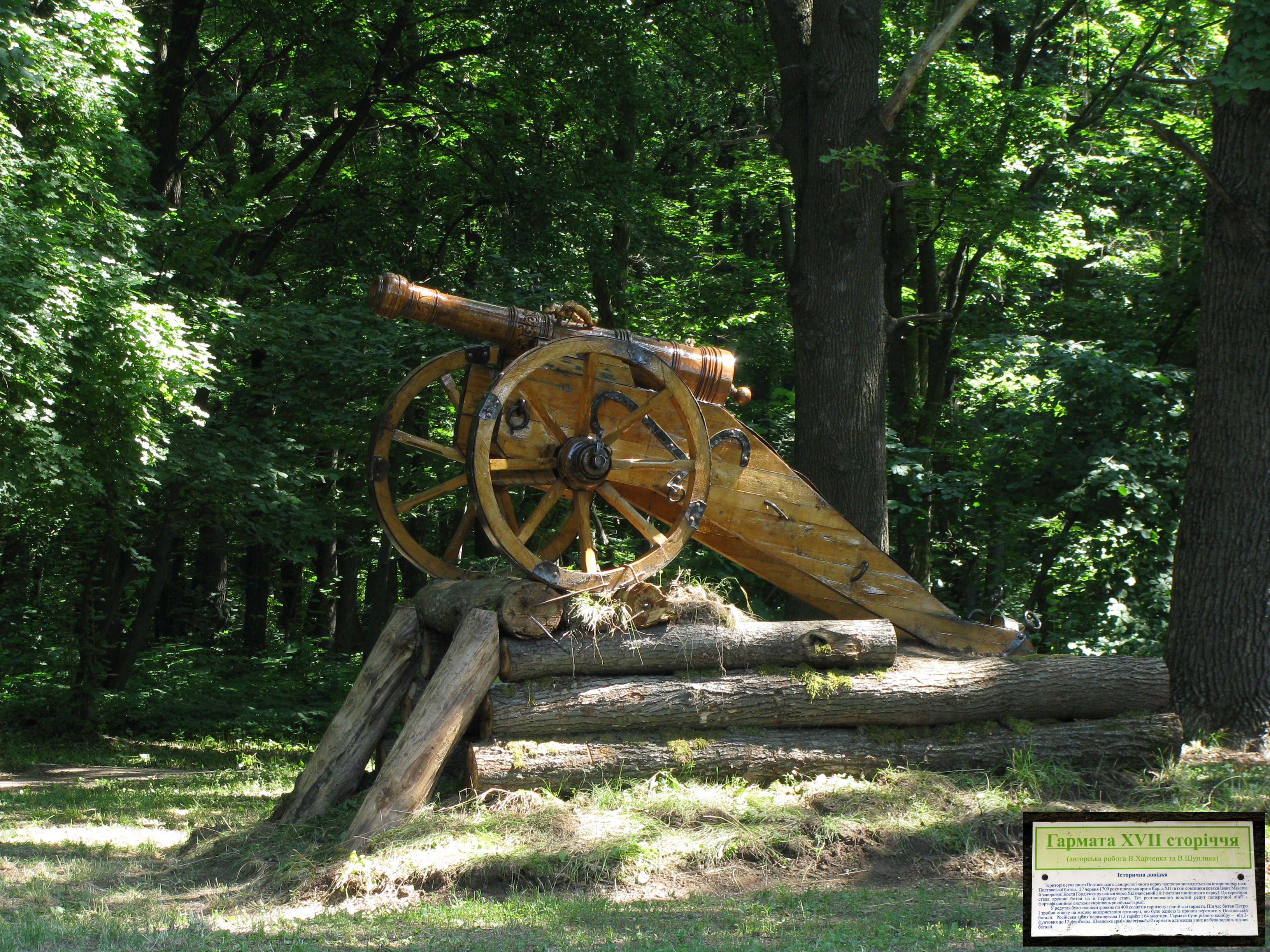
Гармата XVII століття